# CA-bewaring
CA-bewaring staat voor Controlled Atmosphere-bewaring. Bij deze bewaarmethode wordt kunstmatig een verlaagd zuurstofgehalte en een verhoogd koolstofdioxide (CO2)-gehalte van de aanwezige lucht opgewekt. 
De bewaring vindt plaats in gasdichte cellen en wordt onder meer toegepast bij het langdurig bewaren van appels en peren en soms ook bij groenten en vlees. Zo wordt Jonagold tot begin februari bewaard bij 1°C, 16 % CO2 en 5 % O2, terwijl gewone lucht voor ongeveer 78% bestaat uit stikstof, 21% uit zuurstof en 377 ppm  CO2 bevat.
Tijdens de bewaring van fruit worden erin aanwezige suikers door verademing afgebroken tot CO2. Hierbij wordt zuurstof verbruikt en stijgt het CO2-gehalte. Bij een te hoog CO2-gehalte en een lange bewaarduur of een te laag zuurstofgehalte treedt een anaerobe ademhaling en daardoor bruinverkleuring op. Door voor een laag zuurstofgehalte te zorgen wordt de ademhaling vertraagd, wat de bewaarduur verlengt. 

## Ontdekking
Al in 1821 ontdekte de plantenfysioloog Jacques Etienne Berard dat fruit en groente bij een verlaagd zuurstofgehalte een langzamere ademhaling vertonen. De CA-bewaring werd echter pas aan het eind van de vijftiger jaren van de twintigste eeuw tegelijkertijd in de Verenigde Staten en Europa toegepast.

## Gescrubde CA-bewaring
Bij gescrubde CA-bewaring wordt het CO2-gehalte nog verder verlaagd, waardoor nóg langere bewaring mogelijk is. Zo wordt Jonagold bewaard tot half april bij 1°C,  minder dan 4% CO2 en  minder dan 3 % O2. Om het CO2- en zuurstofgehalte op peil te houden wordt de cellucht door een koolzuurscrubber en een zuurstofscrubber geleid. Door deze behandeling stijgt het stikstofgehalte van de lucht en blijven het CO2- en zuurstofgehalte op peil.
Vroeger werd het teveel aan CO2 met natronloog gebonden tot natriumcarbonaat. Tegenwoordig wordt hiervoor actieve kool gebruikt.